# Bulbophyllum schistopetalum
Bulbophyllum schistopetalum là một loài phong lan thuộc chi Bulbophyllum.